# Marine tanzanienne
La Marine tanzanienne(swahili : Kamandi ya Jeshi la Majini ; anglais : Tanzania Naval Command) ou Commandement naval de Tanzanie est la branche navale des Forces de défense du peuple tanzanien. Elle a été créée en 1971 avec l'aide de la Chine.

## Histoire
Dans les années qui ont immédiatement suivi l' indépendance, la Tanzanie qui fut la fusion du  protectorat de Zanzibar et du Tanganyika en 1964, n'avait pas de marine. Avant son indépendance, la Tanzanie était présente dans une petite force navale des eaux de l'Afrique de l'Est de la Royal East African Navy sous le protectorat britannique.
Les patrouilles côtières ont été effectuées par la Police Marine Unit, à l'aide de quatre bateaux prêtés par le gouvernement de l'Allemagne de l'Ouest. La coopération a pris fin brusquement après la reconnaissance de l'Allemagne de l'Est par le gouvernement tanzanien en février 1965.
Quatre bateaux de classe Shanghai ont été donnés à la police par le gouvernement de la République populaire de Chine pour remplacer les navires ouest-allemands. Ceux-ci formèrent le noyau de nouvelle marine tanzanienne.
En 1968, un accord fut conclu pour la construction d'une base navale à Dar es Salam (Kigamboni Naval Base (en)). Les travaux  ont commencé en janvier 1970 et se sont terminés en décembre 1971.
La marine tanzanienne a participé à la guerre ougando-tanzanienne en 1978/79 et à l'invasion d'Anjouan aux Comores en 2008.

## Flotte
En 2016, les actifs de la marine tanzanienne comprenaient  :
- Quatre torpilleurs de classe Huchwan  Chine
- Deux navires de classe Ngunguri
- Deux patrouilleurs de classe Shanghai II  Chine
- Deux patrouilleurs de Type Defender (United States Coast Guard)
- Deux Landing Craft Mechanized de classe Yuch'in  Chine .

En 2015–6, la Tanzanie a remplacé les deux péniches de débarquement par des navires chinois de type 068 similaires. Les nouveaux navires de 28 mètres, Mbono et Sehewa, ont participé à une opération amphibie de démonstration le 30 septembre 2016.

## Galerie

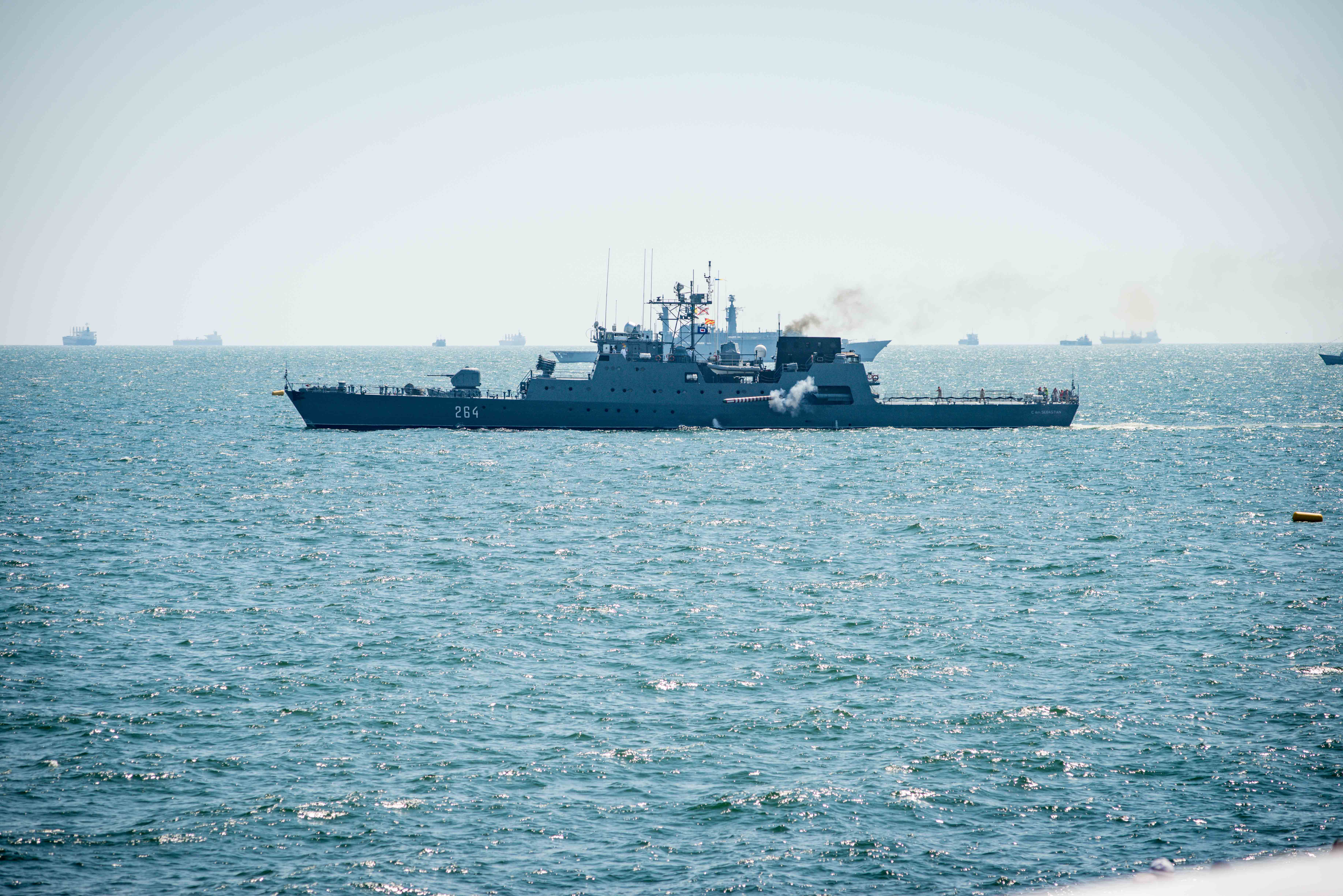
Torpilleur de classe Huchwan
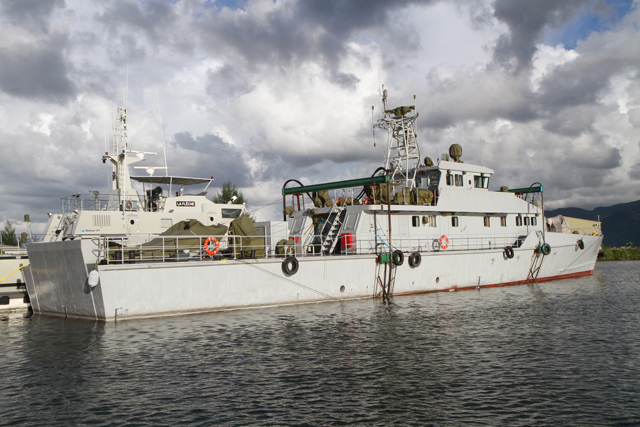
Patrouilleur de classe Shanghai
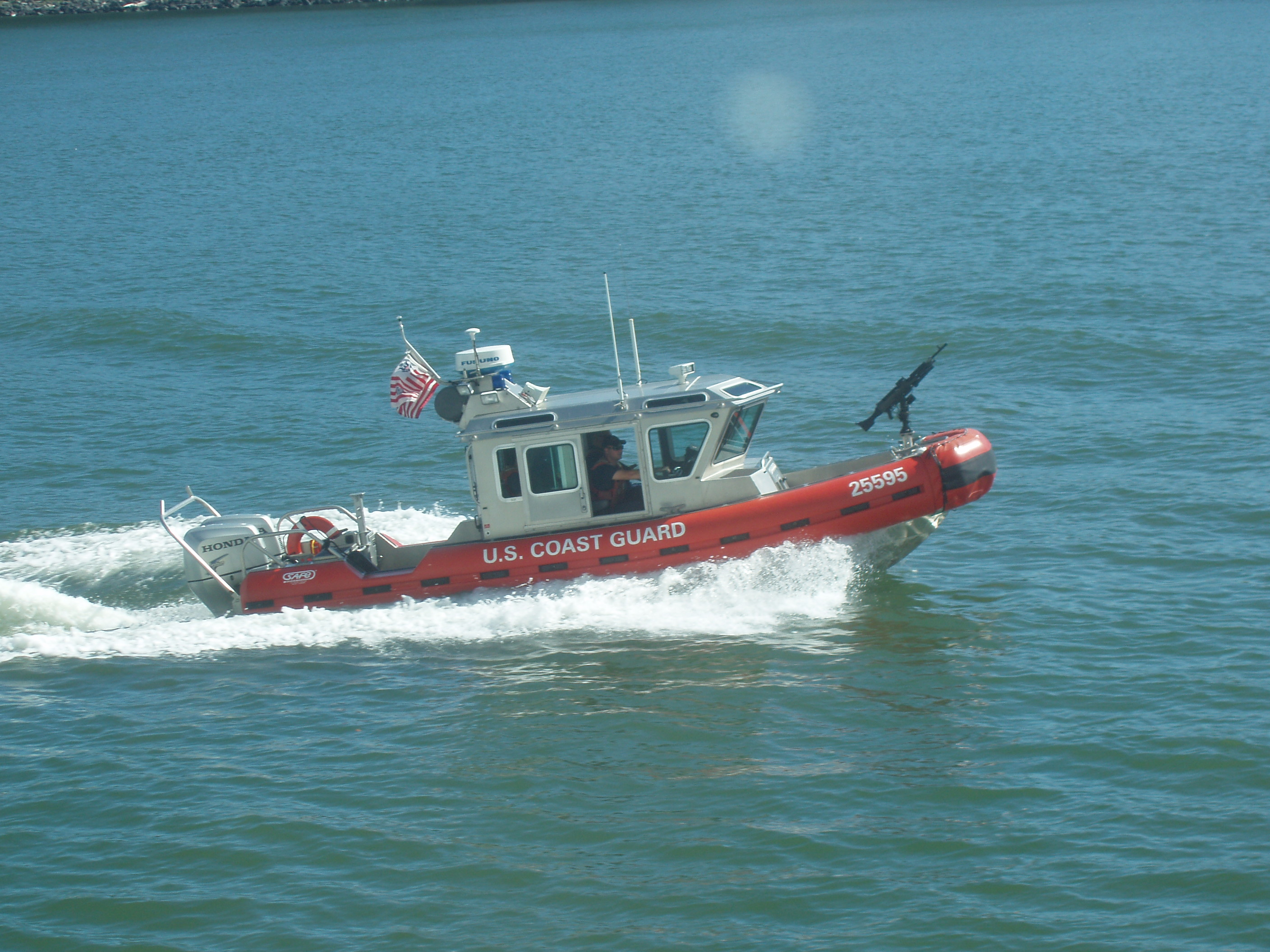
Bateau de classe Defender